# Bandad vråk
Bandad vråk (Morphnarchus princeps) är en fågel i familjen hökar inom ordningen hökfåglar.

## Utseende och läte
Bandad vråk är en kraftig vråk med en kroppslängd på 51–57 cm och vingbredden 112–124 cm. Den är helsvart ovan och på bröstet, med tunna tvärband i svart och vitt på resten av undersidan och undre vingtäckarna. Stjärten är gråaktig längst in, svart längst ut och med ett vitt band innanför. Vaxhuden och benen är gula, ögonen mörkblå. Ungfågeln liknar den adulta, men har smala vita fjäderkanter på nacke, mantel och övre vingtäckare.

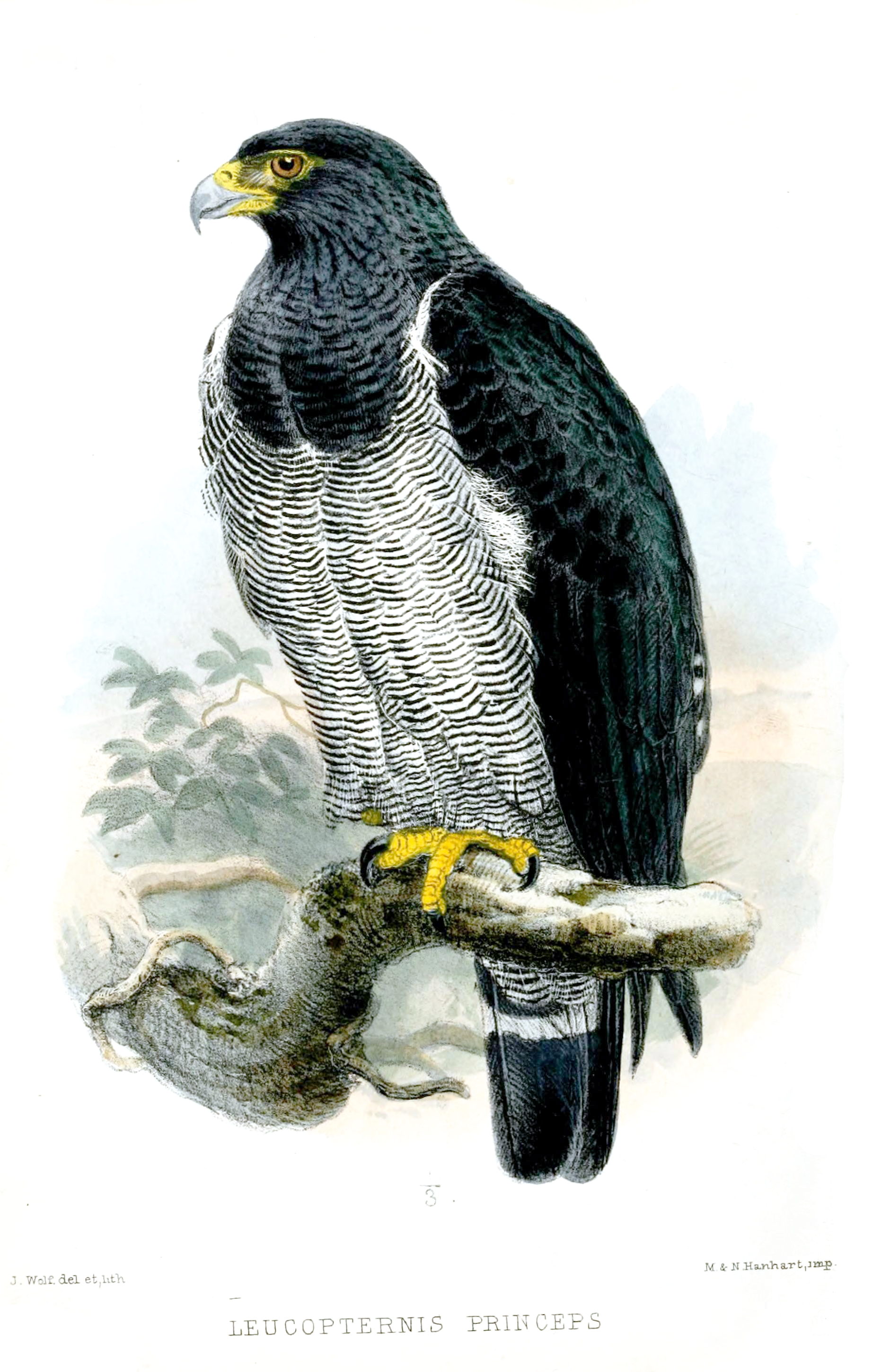

## Utbredning och systematik
Fågelns utbredningsområde är bergsskogar i Costa Rica till Colombia och norra Ecuador. Den behandlas som monotypisk, det vill säga att den inte delas in i några underarter.

### Släktestillhörighet
Arten placerades tidigare i släktet Leucopternis, men efter genetiska studier förs den numera till det monotypiska släktet Morphnarchus.

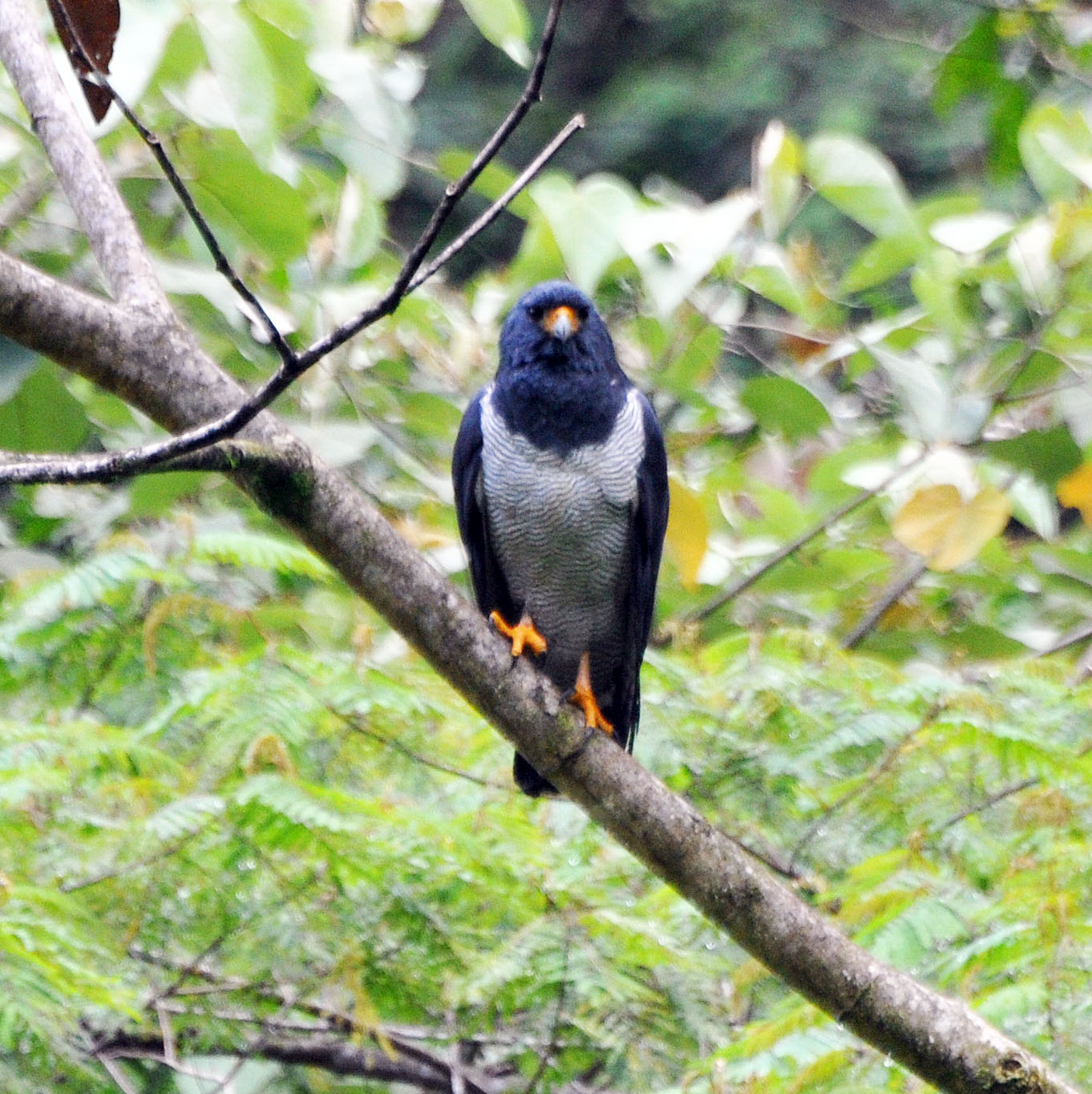

## Status och hot
Arten har ett stort utbredningsområde, men tros minska i antal, dock inte tillräckligt kraftigt för att den ska betraktas som hotad. Internationella naturvårdsunionen IUCN listar därför arten som livskraftig (LC). Beståndet uppskattas till i storleksordningen 20 000 till 50 000 vuxna individer.